# Ise (Japão)
Ise (伊勢市; -shi) é uma cidade localizada na província de Mie, no Japão.
Em 2003, a cidade tinha uma população estimada em 98 819 habitantes e uma densidade populacional de 552,15 habitantes por quilómetro quadrado. Tem uma área total de 178,97 quilômetros quadrados.
Recebeu o estatuto de cidade a 1 de Setembro de 1906.
Até 1 de Novembro de 2005, a cidade tinha o nome de Ujiyamada. A partir dessa data, anexou as vilas de Futami e Obata, juntamente com a aldeia de Misono, vendo o seu nome alterado para "Ise".